# Concertgebouw-Orchester
Das Koninklijk Concertgebouworkest (niederländisch für Königliches Konzertgebäude-Orchester, Abkürzung KCO) in Amsterdam ist das bedeutendste Sinfonieorchester der Niederlande. International tritt es unter dem Namen Royal Concertgebouw Orchestra (Abkürzung RCO) auf, im deutschen Sprachraum wird es auch als Concertgebouw-Orchester bezeichnet.

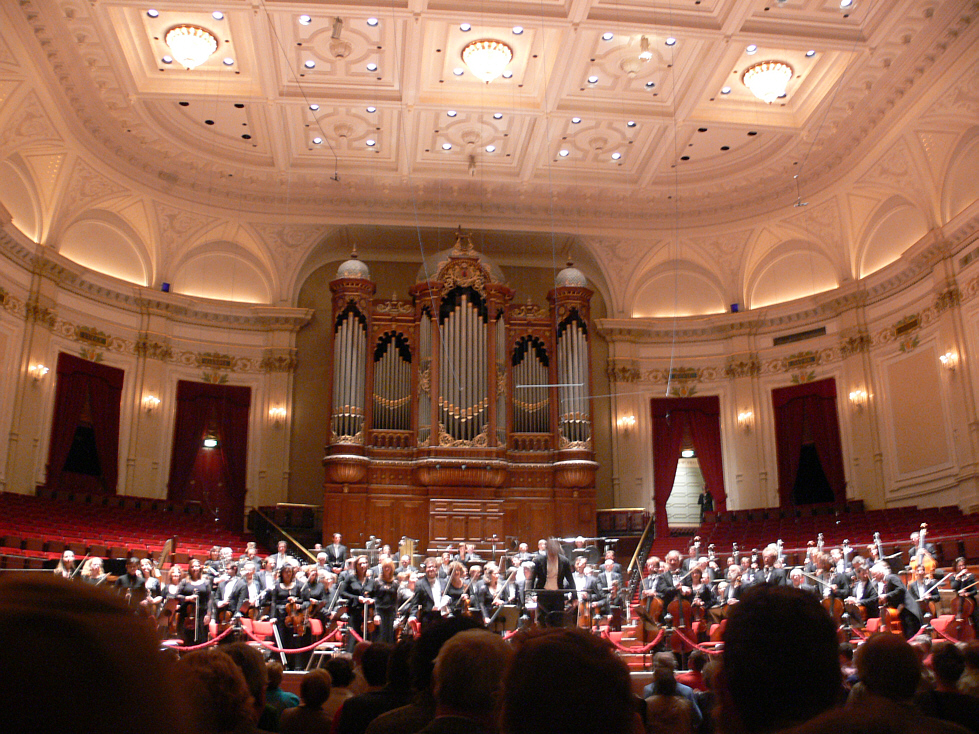
Das Concertgebouw-Orchester nach einem Konzert im Concertgebouw

Das Concertgebouworkest (Abkürzung CGO) wurde 1888 gegründet. In diesem Jahr wurde auch seine Spielstätte eröffnet, das Koninklijk Concertgebouw in Amsterdam, nach dem es benannt ist. Zum 100-jährigen Jubiläum 1988 verlieh Königin Beatrix dem Orchester den Titel Koninklijk (‚Königlich‘). Der außerordentlich runde Klang des Ensembles wurde und wird wesentlich geprägt durch seine Spielstätte. Das Orchester spielt auch zeitweise an der Niederländischen Oper, dem führenden Opernhaus der Niederlande.

## Dirigenten
Erster Chefdirigent war Willem Kes (1888–1895). Während der außerordentlich langen Amtszeit von Willem Mengelberg (1895–1945) kam es zu Weltruhm als eines der virtuosesten Orchester der Zeit. Seine Nachfolger Eduard van Beinum (1945–1959), Bernard Haitink (1961–1988), Riccardo Chailly (1988–2004) und Mariss Jansons (2004–2015) konnten seine Bedeutung unter den weltbesten Orchestern halten. Ab Beginn der Saison 2016/17 hatte der Italiener Daniele Gatti die Position des Chefdirigenten des Royal Concertgebouw Orchestra inne. Er wurde nach Vorwürfen von sexuellem Fehlverhalten am 2. August 2018 entlassen. Seit 2020 ist Klaus Mäkelä erster designierter Dirigent des Orchesters. Er soll 2027 final die Stelle des ersten Dirigenten übernehmen.
Hinter der Position des Chefdirigenten gab es die ersten etwa 75 Jahre den „ersten Dirigenten“ (niederländisch: eerste Dirigent). Unter diesen fanden sich Karl Muck (1921–1925), Pierre Monteux (1924–1934), Bruno Walter (1934–1939) und Eugen Jochum (1941–1943). Nochmals dahinter rangierte der „zweite Dirigent“ (tweede Dirigent), darunter Cornelis Dopper (1908–1931) und anfangs Eduard van Beinum (1931–1938), der danach zum „zweiten ersten Dirigenten“ ernannt wurde.
Während Haitinks Amtszeit wurde das System des ersten und zweiten Dirigenten abgeschafft und durch Assistenten ersetzt. Hierzu zählten Edo de Waart und Hans Vonk. Auch in der Nachkriegszeit hatten einige international berühmte Dirigenten eine Dauerplanstelle bei dem Orchester, so etwa Rafael Kubelík (1949–1955), George Szell (1958–1961), erneut Eugen Jochum (1961–1963) und Kirill Kondraschin (1978–1981).
Mit der Saison 2024/25 führt das Orchester das Amt des „associate conductor“ ein, der an etwa der Hälfte der Programme mitwirken wird. Erster „associate conductor“ wird Aurel Dawidiuk.

## Rezeption
Im Jahr 2006 wählte ein Gremium von Chefredakteuren führender europäischer Musikzeitschriften das Royal Concertgebouw Orchestra auf Platz 2 aller europäischen Orchester, mit knappem Abstand hinter den Wiener Philharmonikern.
Das britische Fachmagazin Gramophone wählte es im Jahr 2008 durch eine Befragung von Musikkritikern auf Platz 1 aller Orchester der Welt.
Eine im Jahr 2015 von der Musik-Website Bachtrack organisierte Umfrage unter 16 Musikkritikern aus aller Welt ergab eine Liste der weltbesten Orchester mit den Berliner Philharmonikern auf Platz 1 und dem Concertgebouw-Orchester auf Platz 2.